# Calyciphora homoiodactyla
Calyciphora homoiodactyla es una especie de lepidóptero de la familia Pterophoridae. Se encuentra en Francia, la República Checa, Croacia, Bulgaria, Grecia, Rusia y Asia Menor.
Las larvas se alimentan de los cardos del género Echinops, incluyendo el Echinops ritro.